# Domobranstvo (HV)
Domobranstvo je ustrojeno 1991. kao nastavak domobranske tradicije u neovisnoj Republici Hrvatskoj kao teritorijalni, mobilizirani dio Hrvatske vojske. Nakon Domovinskog rata većinom raspušteno, konačno je ukinuto preustrojem 2003.

## Postanak i povijest
Početkom Domovinskoga rata samoinicijativno se stvaraju jedinice Narodne zaštite, uz već postojeće regularne jedinice Zbora narodne garde (ZNG). Narodna zaštita se tretirala kao pričuvna vojska koja bi stupila u akciju u slučaju da postrojbe ZNG-a budu poražene. 24. prosinca 1991. Domobranstvo je obnovljeno i postalo je posebni dio Hrvatske vojske kao pričuvni sastav te je podvrgnuto jedinstvenom sustavu zapovijedanja. Od 31. prosinca 1991. brojni pripadnici Narodne zaštite ulaze u sastav Domobranstva. Domobranske postrojbe sudjelovale su u izvršavanju borbenih zadaća (Maslenica, Peruča, Gospić itd., uz veliki doprinos u Bljesku i Oluji). Prvi zapovjednik Domobranstva bio je general Zvonimir Červenko. Postrojbe su bile na razini pukovnija, bojni i satnija. Nakon rata Domobranstvo je raspušteno i demobilizirano, a 2003. godine, preustrojem OSRH, Domobranstvo se ukida.

### Prijedlog Mosta 2015.
Nakon saborskih izbora 2015., Most nezavisnih lista kao dio programa iznio je ideju preimenovanja nerazvrstane pričuve Oružanih snaga (vojni obveznici koji nisu odslužili vojni rok) u Domobranstvo te njeno korištenje u kriznim situacijama kao pomoć civilnim institucijama, za ceremonijalne prilike u dane državnih i vojnih praznika te za odavanje počasti umrlim braniteljima. Postrojbe bi nosile nazive ratnih postrojbi HV-a, a financirale bi ih jedinice lokalne samouprave.

## Postrojbe
- 1. domobranska bojna HV Pula
- 1. domobranska pukovnija HV Zagreb
- 5. domobranska pukovnija HV Osijek
- 6. domobranska pukovnija HV Split
- 7. domobranska pukovnija HV Zadar
- 8. domobranska pukovnija HV Rijeka
- 10. domobranska pukovnija HV Vukovar
- 12. domobranska pukovnija HV Petrinja
- 13. domobranska pukovnija HV Karlovac
- 14. domobranska pukovnija HV Slunj
- 15. domobranska pukovnija HV Šibenik
- 16. domobranska pukovnija HV Sinj
- 17. domobranska pukovnija HV Sunja – Dvor na Uni
- 20. domobranska pukovnija HV Glina
- 24. domobranska pukovnija HV Varaždin
- 52. domobranska pukovnija HV Daruvar
- 110. domobranska pukovnija HV Karlovac
- 116. domobranska pukovnija HV Ploce
- 118. domobranska pukovnija HV Gospić
- 121. domobranska pukovnija HV Nova Gradiška
- 125. domobranska pukovnija HV Novska
- 126. domobranska pukovnija HV Sinj
- 133. domobranska pukovnija HV Otočac
- 134. domobranska pukovnija HV Benkovac
- 137. domobranska pukovnija HV Duga Resa
- 138. domobranska pukovnija HV Delnice
- 140. domobranska pukovnija HV Jastrebarsko
- 142. domobranska pukovnija HV Drniš
- 143. domobranska pukovnija HV Ogulin
- 154. domobranska pukovnija HV Pazin